# 剑桥大学沃尔森学院
剑桥大学沃尔森学院 是剑桥大学的一个成员学院。
沃尔森学院为本科生和研究生提供住宿，同时也负责安排本科生录取，并为大学的研究人员提供资金和其他方面的帮助。沃尔森学院只招收年龄超过21岁的学生，因此以研究生为主，而本科生只有15%。学院创办于1965年，当时的名称为“大学学院”。1973年，因为受惠于沃尔森基金会，从而改为现有的名称 。学院曾接受新加坡富商李成智博士的资助，建造了李成智图书馆和李成智楼。学院位于剑桥市西部，与剑桥大学图书馆为邻。
沃尔森学院是一座相当现代化的学院，没有因循老学院的某些传统，例如为学院评议员们在食堂设置贵宾席。学院评议员们和学生们同座用餐，有同等使用学院的各种设施的权利，可平等轻松的交流。香港前特首林鄭月娥正是由港英政府保送到剑桥大学沃尔森学院完成本科畢業文憑（Undergraduate Advanced Diploma），與學士學位同樣是英國資歷架構FHEQ級別6的課程，相當於學士的最後一年。
沃尔森学院是剑桥大学里第一座男女混招的学院，其学生来自70多个国家。这使之成为剑桥大学最国际化的学院。